# 603 (numero)
Seicentotré è il numero naturale dopo il 602 e prima del 604.

## Proprietà matematiche
- È un numero dispari.
- È un numero composto, con i seguenti 6 divisori: 1, 3, 9, 67, 201, 603. Poiché la somma dei suoi divisori (escluso il numero stesso) è 281 < 603, è un numero difettivo.
- È un numero di Harshad nel sistema metrico decimale.
- È parte delle terne pitagoriche (603, 804, 1005), (603, 2204, 2285), (603, 2680, 2747), (603, 6720, 6747), (603, 20126, 20205), (603, 60600, 60603), (603, 181804, 181805).
- È un numero malvagio.

## Astronomia
- 603 Timandra è un asteroide della fascia principale del sistema solare.
- NGC 603 è una stella tripla della costellazione del Triangolo.

## Astronautica
- Cosmos 603 è un satellite artificiale russo.